# Bambusa tulda
La Bambusa tulda (en anglès Índian Timber Bamboo) és una espècie de bambú del gènere Bambusa de la família de les poàcies, ordre de les poals, subclasse de les commelínides, classe de les liliòpsides, divisió dels magnoliofitins.
És considerada una de les espècies de bambú més útils; a l'Índia s'empra en grans quantitats per a la fabricació de pasta de paper. Pot assolir una alçada de 15 metres, i un gruix de 8 centímetres.